# Луїза Муайон
Луїза Муайон  (фр. Louise Moillon бл. 1609, Париж — 1696) — французька художниця першої половини XVII ст., майстриня натюрмортів.

## Життєпис
Народилась в Парижі. Походила з родини художників, де батько (Ніколя Муайон), молодший брат Ісак (1614 року народження) та вітчим були художниками, самі виготовляли фарби, створювали картини і торгували ними. Донька здобула художню освіту в майстерні батька. Удосконалювала майстерність під керівництвом художника Франсуа Гарньє. Барокова динаміка ніяк не позначилась на композиціях майстрині, що залишились спокійними, вивірено-прагматичними. Вона або знала, або вивчала твори митців фламандського бароко, невеликі впливи котрих відчутні в її картинах з побутовим забарвленням. Але її натюрморти близькі не до майстрів Фландрії, а до вивірено-прагматичних натюрмортів іспанців на кшталт Франсіско де Сурбарана.
Більшість її творів — натюрморти з овочами і фруктами або побутові картини, тісно пов'язані з натюрмортами. Майстерність виконання картин була такою, що твори майстрині купували представники паризької аристократії. Серед замовників паризької художниці був і король Англії Карл І, дружина котрого була француженкою.
1640 року з художницею узяв шлюб забезпечений негоціант з продажу лісу. Остання зі збережених картин майстрині була датована 1645 роком. Згодом вона покинула творчість і померла у 1696 році.

## Обрані твори
- «Два кошика з полуницями і сливами»
- «Спаржа»
- «Вишні, ягоди агруса та полуниці», 1630 р., Музей Нортона Саймона, США
- «Продаж овочів»
- «Горошок, саржа і кошик з фруками»
- «Кошик з абрикосами, сливами і вишнями», бл. 1630 р., приватна збірка
- «Кошик з фруктами і спаржа», 1630 р., Художній інститут Чикаго
- «Сливи і кошик з абрикосами», 1634 р., Лувр, Париж
- «Крамничка з фруктами і овочами», недатована, приватна збірка
- «Натюрморт з фруктами», 1637, Музей Тіссен-Борнеміса, Мадрид

## Галерея обраних творів

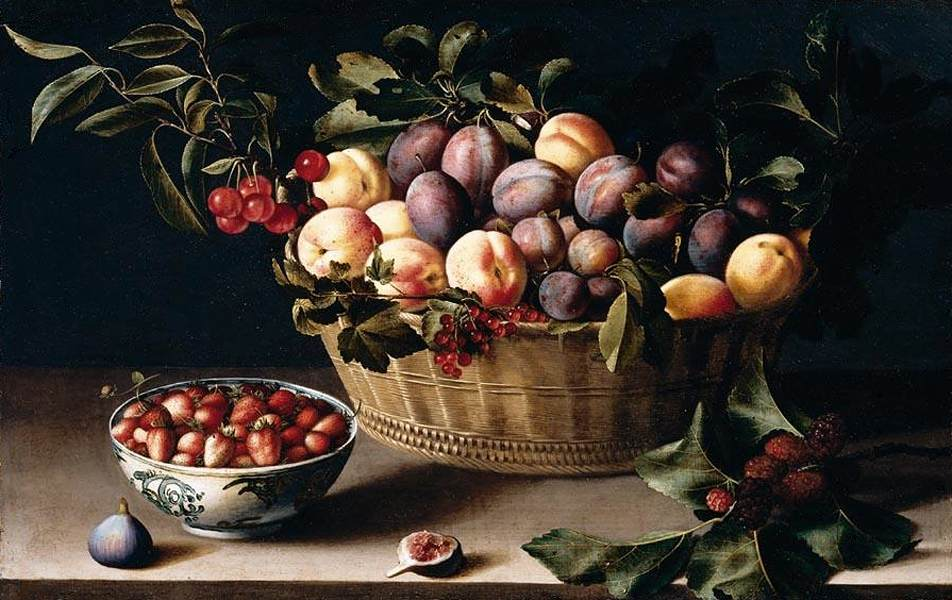
«Кошик з абрикосами, сливами і вишнями», бл. 1630 р., приватна збірка
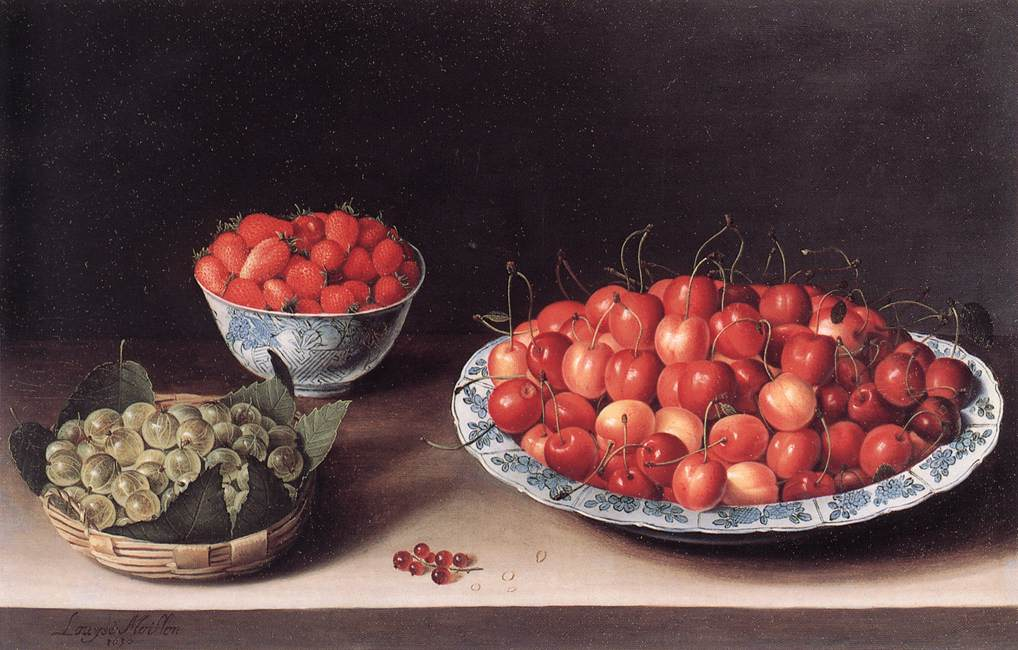
« Вишні, ягоди агруса та полуниці», 1630 р., Музей Нортона Саймона, США
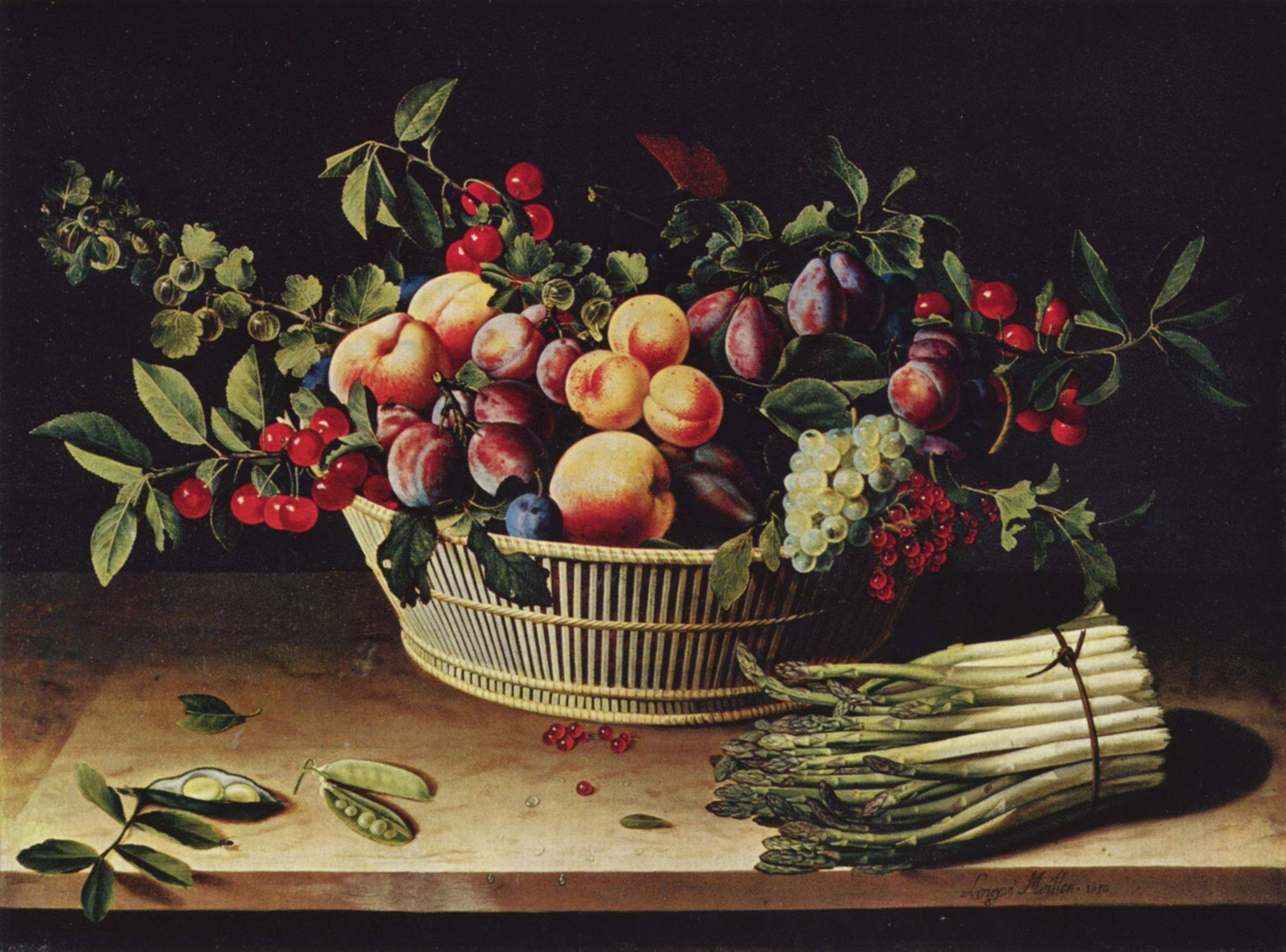
«Кошик з фруктами і спаржа»,  1630 р., Художній інститут Чикаго
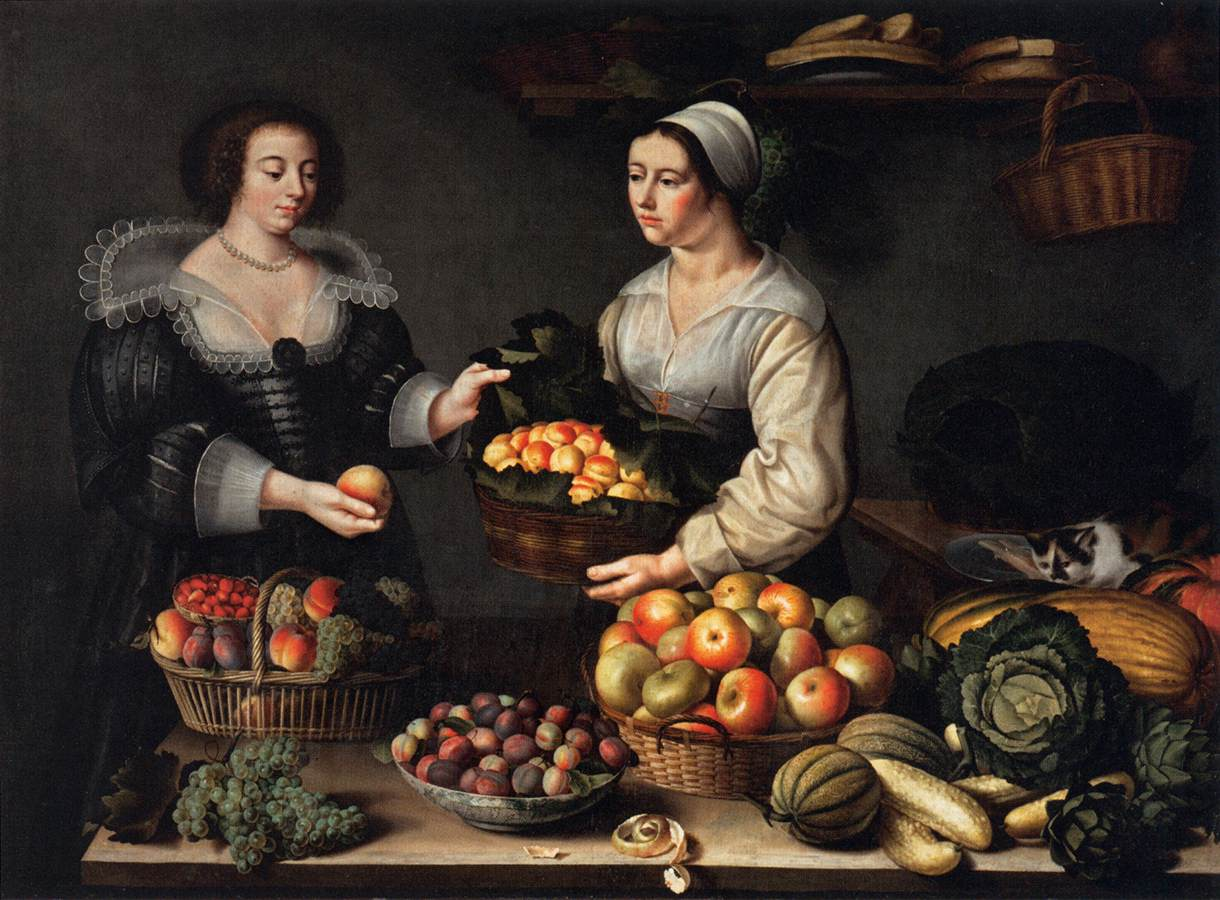
«Продаж овочів та фруктів», 1631 р., Лувр, Париж
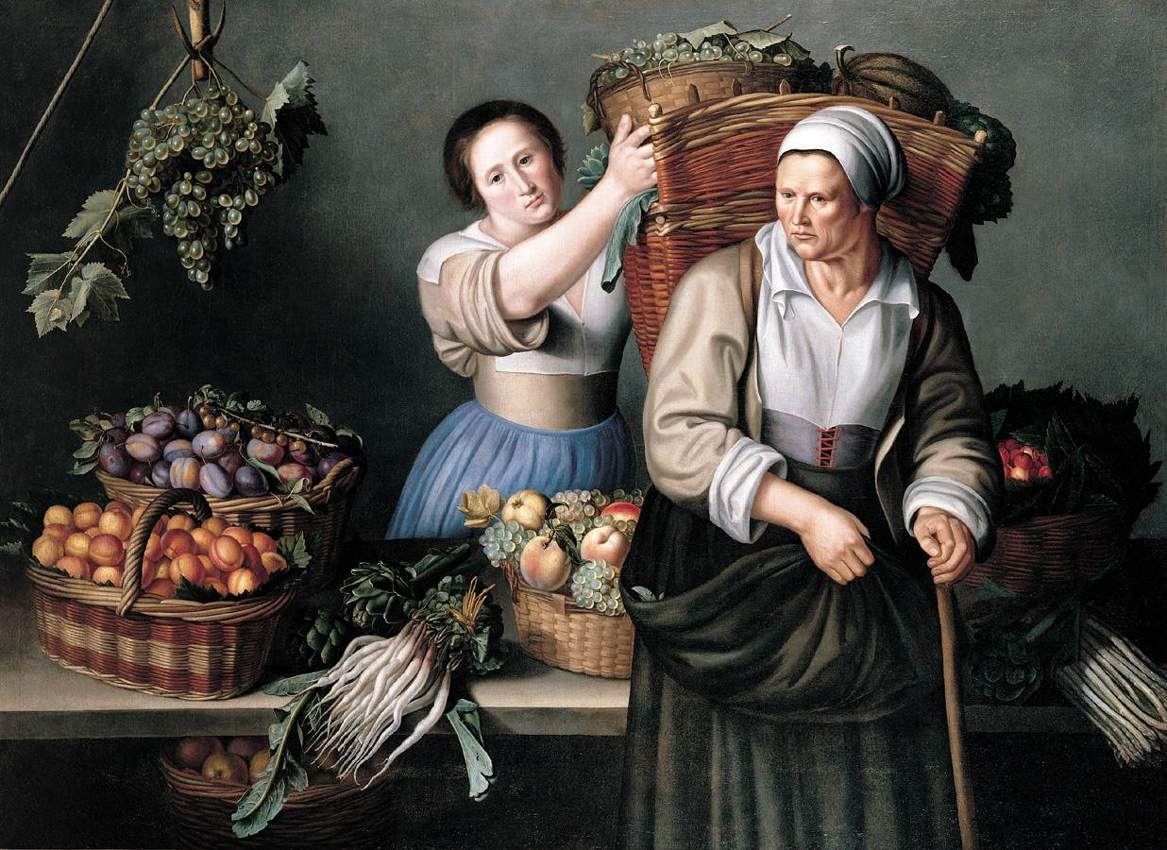
«Крамничка з фруктами і овочами», недатована, приватна збірка
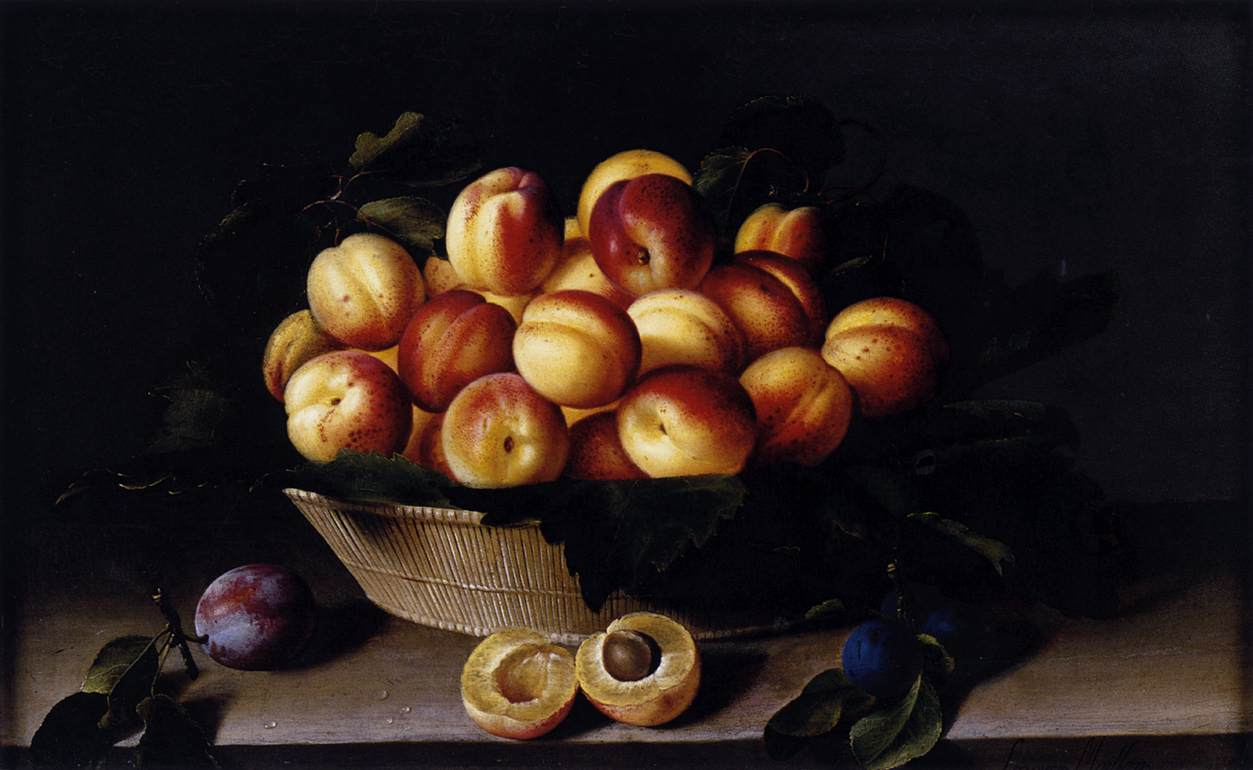
«Сливи і кошик з абрикосами», 1634 р., Лувр, Париж
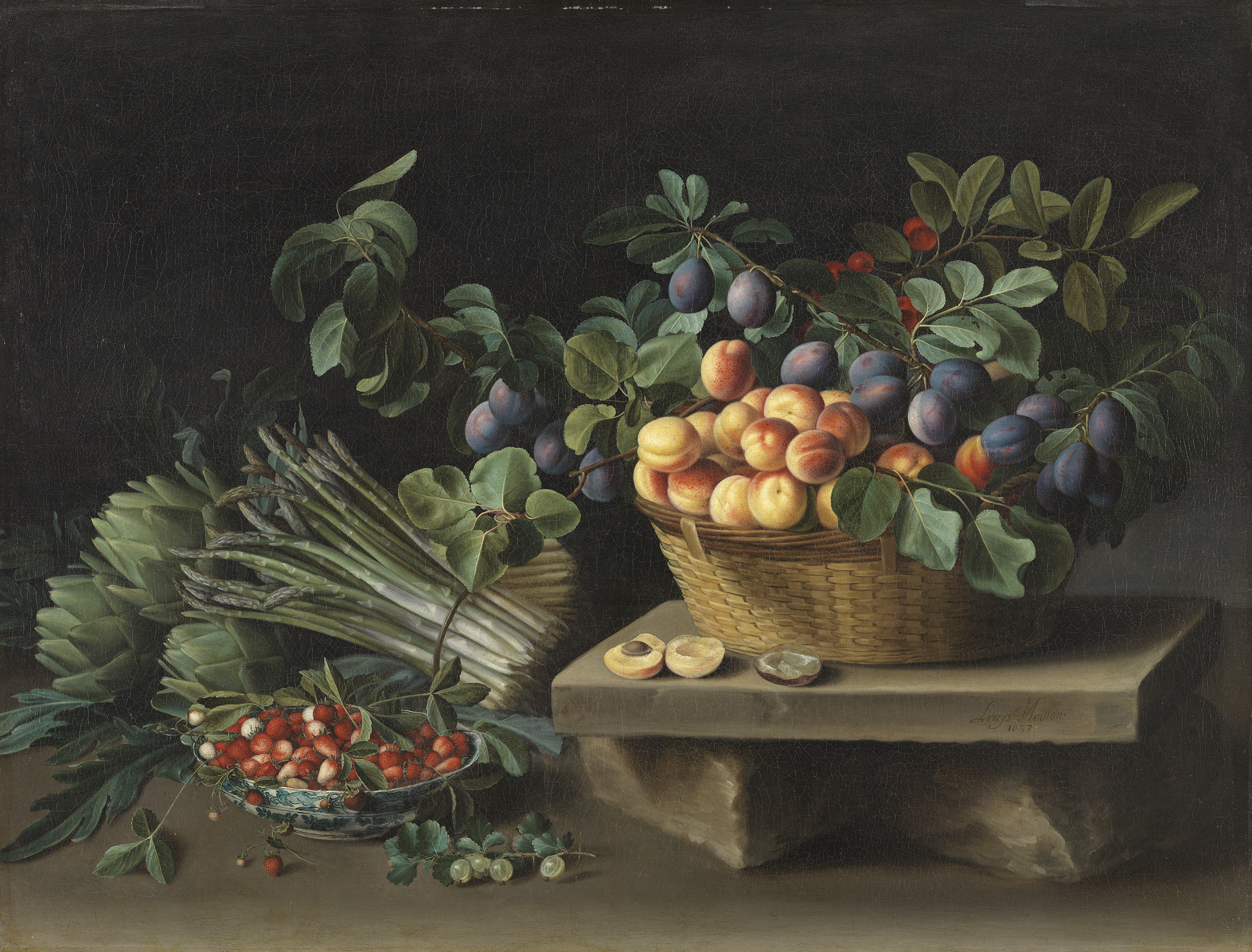
«Натюрморт з фруктами», 1637, Музей Тіссен-Борнеміса, Мадрид